# Hohe Warte (Stuttgart)
Die Hohe Warte in Stuttgart ist ein Aussichtspunkt im Glemswald, Gewann von Feuerbach und Weilimdorf, sowie Stadtteil von Feuerbach. Sie schließt einen Höhenzug ab, auf dem eine Römerstraße und Forststraße verläuft, die Steinstraße oder Steinsträßle genannt wird. Der Stadtteil erstreckt sich beidseits der anschließenden Hohewartstraße von Feuerbach-Mitte herauf, wo die Hohewartstraße ihre Fortsetzung in der Stuttgarter Straße findet, die dort Einbahnstraße und Einkaufsstraße ist. Historisch sind diese drei Straßen dieselbe römische Consularstraße.